# (5651) Traversa
(5651) Traversa (1991 CA2) – planetoida z pasa głównego asteroid okrążająca Słońce w ciągu 5,58 lat w średniej odległości 3,14 j.a. Odkryta 14 lutego 1991 roku.